# Чикомосток

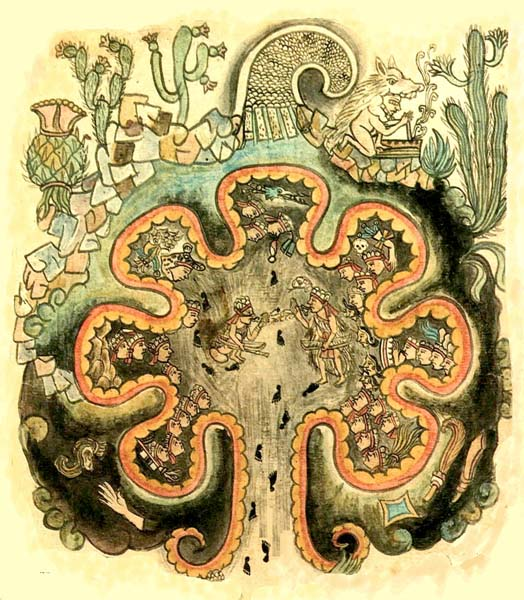
Чикомосток

Чикомо́сток (науатль Chicomoztoc, МФА: [t͡ʃikoˈmostok]) — легендарне місце проживання семи племен науа: мешиків (ацтеків), тепанеків, акольхуа, тлашкальтеків, чалька, шочимілько, тлауіка. Назва з мови науатль перекладається як «Сім печер».

## Легенди
Відповідно до міфів ацтеків в прадавні часи вони разом з іншими народами жили не в Мексиканській долині, а на спільній прабатьківщині, що розташовувалася десь на півночі, в так званій Чикомосток. Відповідно до одного з варіантів міфу про Чикомосток, в ній жив якийсь Іланкуеітль, який від двох своїх дружин мав семеро синів (асоціація з «сімома печерами»). Саме вони і стали першопредками основних народів стародавньої Мексики: Отомітль дав початок отомі, Мішкоатль — міштекам, Ульмекатль — ольмекам, Тенуч (Теноч) — теночками, тобто ацтекам.
Але є міфічні версії про Чикомосток, згідно з якими вона була прабатьківщиною не мексиканських народів у цілому, а лише однієї мовної групи науатль. При цьому міф про Чикомосток перетинався з міфами про Ацтлан, прабатьківщину лише ацтеків. Згідно з одними міфами ацтеки рушили з Ацтлана через Чикомосток до Анауаку (Мексиканської долини), відповідно до інших навпаки — з Чикомостока через Ацтлан до Анауаку.

## Теорії існування та розташування
Можлива легенда про Чикомосток виникла разом із створенням імперії на чолі з Іцкоатлєм. Тоді чіуакоатль Тлакаелель наказав знищити старі книги й написати нові. В цей період легенда про Чикомосток домішалася до легенди про Ацтлан, або до старовинного міфа стосовно Чикомостока долучили нову — про Ацтлан. Міф про Чикомосток ацтеки могли перейняти у чичмеків, племені яке тривалий час було одним з могутніших в Анауку, або у тепанеків, що були після чичимеків деякий час гегемонами долини.
На малюнках в ацтекських кодексах вона зображена у вигляді стилізованої печери з сімома відгалуженнями (рис. 1). У цьому образі, треба думати, знайшли відображення широко поширені в міфологіях стародавніх народів Мексики асоціації печери і утроби обожненої матері-землі: згідно з деякими версіями месоамериканських міфів, перші люди народилися з печери, вона ж стала і їх першим житлом. Іноді Чикомосток представляли не в вигляді райської колиски людського роду, а як жахливу, наповнену дикими звірами область.
Згідно з деякими індіанським хроніками, переселення з Чикомостока розпочалося в 820 році і тривало більше 80 років. На шляху робилися зупинки, під час яких між ацтеками та іншими племенами науатль виникли конфлікти (на політичному або майновому, чи релігійному ґрунті— якому богові поклонятися). Так тривало доти, поки інші племена науатль не досягли Мексиканської долини самостійно і раніше ацтеків. Зрештою у XII ст. ацтеки завершили подорож з Чикомостока до Анаука.
За іншою версією Чикомосток слугував сворідним перевалочним місцем для багатьох народів, що потім оселилися у Мексиканській долині. Це передбачає наявність питної води, можливостей полювати або займатися збиральництвом. На думку окремих дослідників ним може бути сучасне місто Сан-Ісідро-Кульуакан.